# Crepidula onyx
Crepidula onyx is een slakkensoort uit de familie van de Calyptraeidae. De wetenschappelijke naam van de soort is voor het eerst geldig gepubliceerd in 1824 door G.B. Sowerby I.